# Hans Sturm (Täufer)
Hans Sturm (* ? in Steyr; † 1530er Jahre in Schweinitz) war ein oberösterreichischer Tuchscherer und Anhänger der Täuferbewegung. Er verstarb – wegen seiner Glaubensüberzeugungen zu „ewiger“ Haft verurteilt – in einem Verlies in Schweinitz bei Wittenberg. Obwohl er ein schlichter Anhänger der Täuferbewegung war, befassten sich sowohl Martin Luther als auch Johannes Bugenhagen mit ihm und seinem Bekenntnis.

## Leben

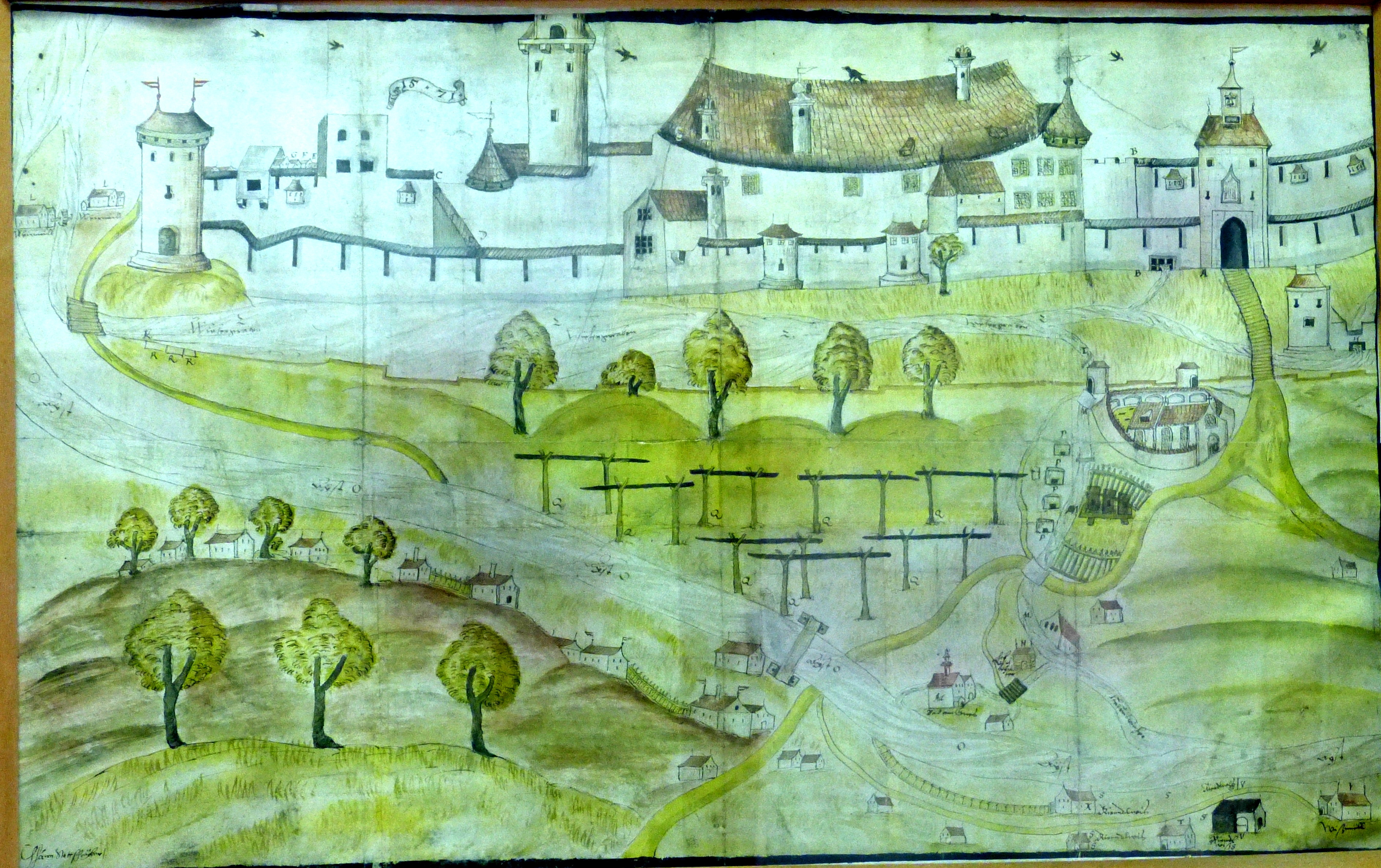
Freistadt um 1571

Über die familiäre Herkunft Hans Sturms schweigen die vorliegenden Quellen; bekannt ist nur, dass er in Steyr geboren worden ist und in Freistadt das Bürgerrecht besaß. Seinen Lebensunterhalt verdiente er als Tuchscherer.
Sowohl in Steyr als auch in Freistadt existierten zur Zeit Hans Sturms bedeutende Täufergemeinden, über die aber aufgrund eines Mandats des Kaisers Ferdinand I sowie weiterer Befehle und Maßnahmen alsbald große Verfolgungen hereinbrachen, denen viele Täufer zum Opfer fielen. Unter ihnen war auch Sturms Schwester, die zu den zehn Freistädter Frauen gehörte, die wegen ihrer täuferischen Überzeugungen ertränkt worden waren. Ihren Mann hatte man verschont, da er – so Sturm im Verhör – „ein gutter büchsengieser gewest“.
Hans Sturm hatte nach eigener Aussage am Michaelis-Tag 1528 in Neukirchen die Gläubigentaufe empfangen. Sein Täufer war der aus Meißen stammende Jakob Portner (Sturm nennt ihn „Jacoff“), ein ehemaliger Kaplan des Herrn zu Roggendorf auf Schloss Steyr. Portner war von Hans Hut per Los zum Täuferapostel bestimmt und in dieser Funktion ins österreichische Mühlviertel ausgesandt worden. Von seiner Ehefrau berichtete Sturm während eines späteren Verhörs, dass sie nicht gläubig getauft worden sei und sich auch sonst von den Lehren der Täufer distanziert hätte.
Bald, nachdem er sich auf die Flucht begeben hatte, wurde Sturm verhaftet und ins Gefängnis verbracht. Die Begründung dafür waren aber nicht sein seine täuferischen Ansichten; man klagte ihn an, gegen den Landesfürsten agiert zu haben. Nach einigen Monaten wurde er auf freien Fuß gesetzt. Sturm zog nach Mähren und hielt sich dort einige Zeit in Täuferkreisen auf. Hier nahm er auch zum ersten Mal an einer täuferischen Abendmahlsfeier teil. Außerdem erhielt er bei dieser Gelegenheit von Wetel von Eibenschitz die Abschrift einer kurzen Abhandlung über Abendmahl und Taufe, die er auf seiner Weiterreise ständig mit sich führte. Bei seiner weiteren Wanderung durch Böhmen und Sachsen traf er in Buchholz den Schwager Wolf Kratzbers. Dieser hatte erfahren, dass seine Schwester, ebenfalls eine Täuferin, von den Behörden in Zwickau verurteilt und des Landes verwiesen worden war. Vermutlich war aber das Urteil nicht sofort vollstreckt worden. Sturm versprach, bei seiner Weiterreise das Ehepaar Kratzber in Zwickau aufzusuchen und sich nach dem Ergehen zu erkundigen.

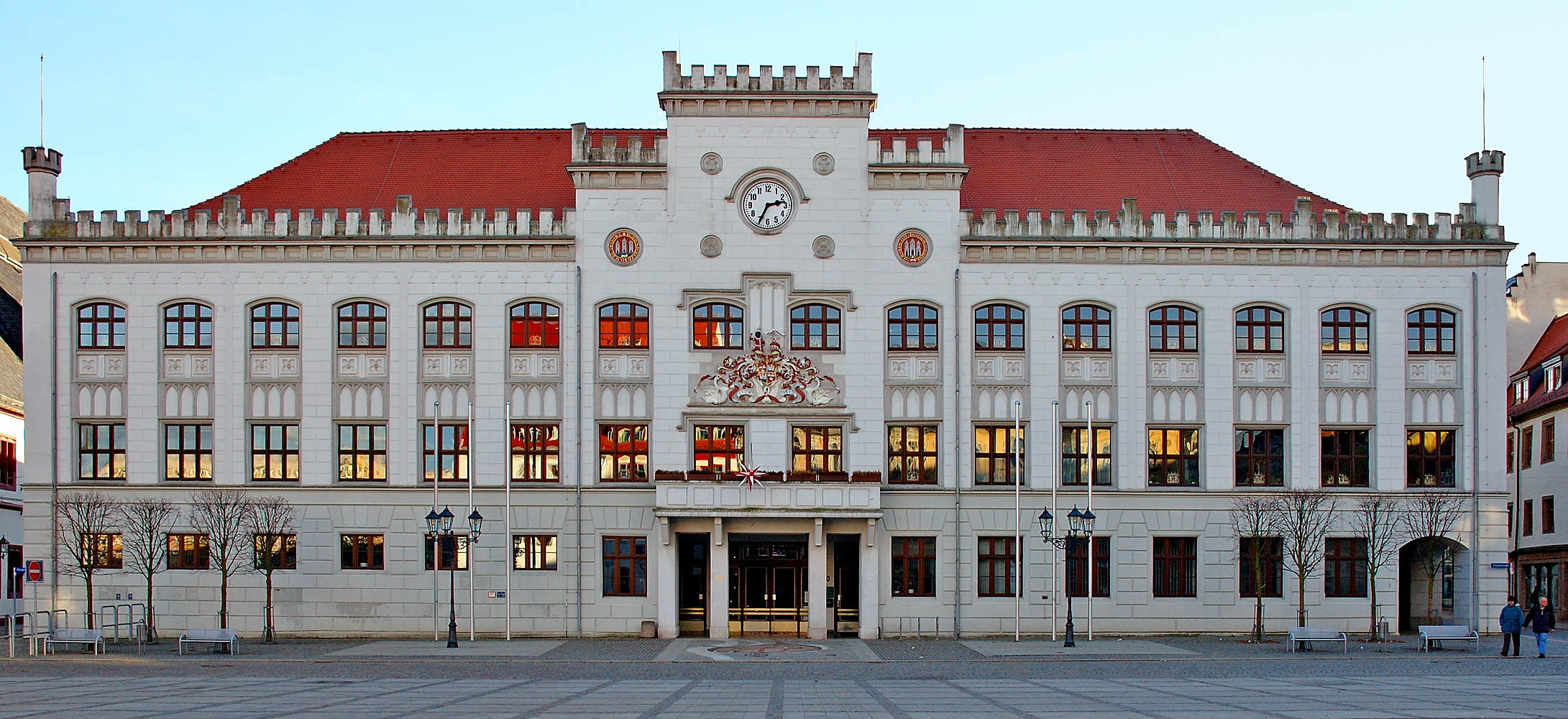
Im Kellergeschoss des Zwickauer Rathauses wurde Sturm „peinlich“ verhört.

Hans Sturm fand bei dem Ehepaar Kratzber freundliche Aufnahme. Nach einer Übernachtung bei ihnen baten sie ihren Gast aus Sicherheitsgründen, doch besser einen Schlafplatz in der städtischen Herberge zu suchen. Sturm kam dieser Bitte nach und begab sich in den folgenden Tagen auf Arbeitssuche. Ein Zwickauer Tuchscherer-Meister bot ihm einen Arbeitsplatz an, zog aber sein Angebot sofort zurück, als er feststellte, dass der zugereiste Handwerksgeselle Sturm einer der umherwandernden Täufer war. Sowohl gegen sie als auch gegen jene, die ihnen Unterkunft, Unterhalt und Arbeit gewährten, sah das Kurfürstliche Wiedertäufermandat vom 17. Januar 1528 harte Maßnahmen vor. Alsbald erfuhren auch die Zwickauer Stadtbehörden, dass sich mit Hans Sturm ein „Wiedertäufer“ in ihren Mauern aufhielt; sie nahmen ihn fest, verbrachten ihn ins Kellergeschoss des Rathauses und fragten am 24. Februar 1529 bei den „Kurfürstlichen Räten und Visitatoren“ in Plauen an, wie sie in diesem Fall zu verfahren hätten. Bereits zwei Tage später lag die Antwort mit den entsprechenden Anweisungen in Zwickau vor. Beigelegt war ein vom Plauener Stadtschreiber angefertigter Fragebogen mit 43 Fragen an den „Wiedertäufer“ (Interrogatoria. Dem Widderteuffer vorzuhalten). Am Freitag, 26. Februar 1529, begann um zwölf Uhr mittags das erste peinliche Verhör Hans Sturms. Es folgten bis Anfang März drei weitere Befragungen auf der Folterbank. Am 9. März wurden die Verhörprotokolle an den Schöppenstuhl zu Leipzig übersandt.
Neben den Fragen zur Biographie ging es im Verhör vor allem um Sturms täuferische Beziehungsnetze und seine diesbezüglichen Aktivitäten sowie um seine theologischen Anschauungen, was die sogenannten Sakramente und die Eschatologie angeht. Untersucht wurden auch seine Beziehungen zu zeitgenössischen „aufrührerischen“ Bewegungen. Beziehungen zu den letztgenannten Gruppen verneinte Sturm; er sei nicht bei den „auffrürischen bawern gewest“, sondern bei den „widderteuffern“.
Am 15. März erging das Urteil vom Leipzig Schöppenstuhl, dass Sturm als „Wiedertäufer“ auf dem Scheiterhaufen zu verbrennen sei. Der Zwickauer Rat übermittelte das Urteil jedoch vor seinem Vollzug an den Herzog, der daraufhin anordnete, Sturm zunächst noch zur zwangsweisen Belehrung nach Wittenberg zu überstellen. Sollte er dort widerrufen, könnte er aus der Haft entlassen werden. Bliebe er aber bei seinen täuferischen Anschauungen, müssten die Wittenberger Theologen und Juristen entscheiden, was mit ihm zu geschehen habe. Unter strenger Bewachung wurde Hans Sturm am 5. April 1529 nach Wittenberg gebracht. Alle Bemühungen der in Wittenberg ansässigen Theologen blieben aber vergeblich; Sturm hielt an seinen Überzeugungen fest. Selbst Johannes Bugenhagen hatte versucht, Hans Sturm zum Widerruf zu bewegen. In der 1536 in Nürnberg veröffentlichten Schrift Bekenntnis Bugenhagens von seinem Glauben und Lehre, geschrieben an einen Wiedertäufer wurde dieser Versuch ausführlich dokumentiert. Luther kam schließlich zu der Überzeugung, dass Sturm „vom Zorne Satans getrieben“ sei; eine „Bekehrung“ Sturms wäre daher nicht möglich. Deshalb wurde er von den Wittenberger Theologen und Juristen als „Lästerer und Aufrührer“ zu ewiger Haft verurteilt. Auf herzoglichen Befehl hin wurde er nach Schweinitz verbracht und in den Turm geworfen. Dort verblieb er bis zu seinem Tod.